# Liste antiker Ortsnamen und geographischer Bezeichnungen/Sh
| Lateinischer Name | Griechischer Name | Beschreibung       | Heute                  | Quellen und Verweise | Lage |
| ----------------- | ----------------- | ------------------ | ---------------------- | -------------------- | ---- |
| Shaalabbin        |                   |                    |                        | Smith;               |      |
| Shalisha          |                   |                    |                        | Smith;               |      |
| Sharon            | Σαρών (Sarōn)     | Ebene in Palästina | Scharonebene in Israel | Smith;               |      |
| Shaveh            |                   |                    |                        | Smith;               |      |
| Shaveh Kirjathaim |                   |                    |                        | Smith;               |      |
| Shechem           |                   |                    |                        | Smith;               |      |
| Shiloh            |                   | siehe Silo         |                        |                      |      |
| Shittim           |                   |                    |                        | Smith;               |      |
| Shunem            |                   |                    |                        | Smith;               |      |
| Shur              |                   |                    |                        | Smith;               |      |
| Shushan           |                   | siehe Susa         |                        |                      |      |